# سونی اریکسون سی۷۰۲
گوشی سی۷۰۲ (به انگلیسی: C702) توسط کمپانی سونی اریکسون در سال ۲۰۰۷ عرضه شد و از اولین گوشی‌های سونی اریکسون دارای تکنولوژی جی پی اس بود.